# Яковлев, Юрий Яковлевич
Юрий Я́ковлевич Я́ковлев (настоящая фамилия — Ховкин; 26 июня 1922, Петроград — 29 декабря 1995, Москва) — советский писатель и сценарист, автор книг для подростков и юношества.

## Биография
Юрий Ховкин родился в Петрограде. Его отец Яков Давидович Ховкин (1894—1979) был бухгалтером; после ареста отца перед войной мать с детьми жила в Малой Вишере. В июне 1940 года Юрий был призван на военную службу. В должности химинструктора зенитно-артиллерийского полка участвовал в обороне Москвы, был ранен. Его мать Людмила Алексеевна Филина умерла в блокадном Ленинграде в июне 1942 г.
В 1952 году окончил Литературный институт имени А. М. Горького. Занимаясь журналистикой, публиковался под псевдонимом Яковлев.

Сотрудничая в газетах и журналах, ездил по стране. Был на строительстве Волго-Донского канала и Сталинградской ГЭС, в колхозах Винницкой области и у нефтяников Баку, участвовал в учениях ПрикВО и шёл на торпедном катере по пути дерзкого десанта Ц. Л. Куникова; стоял ночную смену в цехах Уралмаша и пробирался плавнями Дуная с рыбаками, возвращался к руинам Брестской крепости и изучал жизнь учителей Рязанской области, встречал в море флотилию «Слава» и бывал на погранзаставах Белоруссии.
— из автобиографии

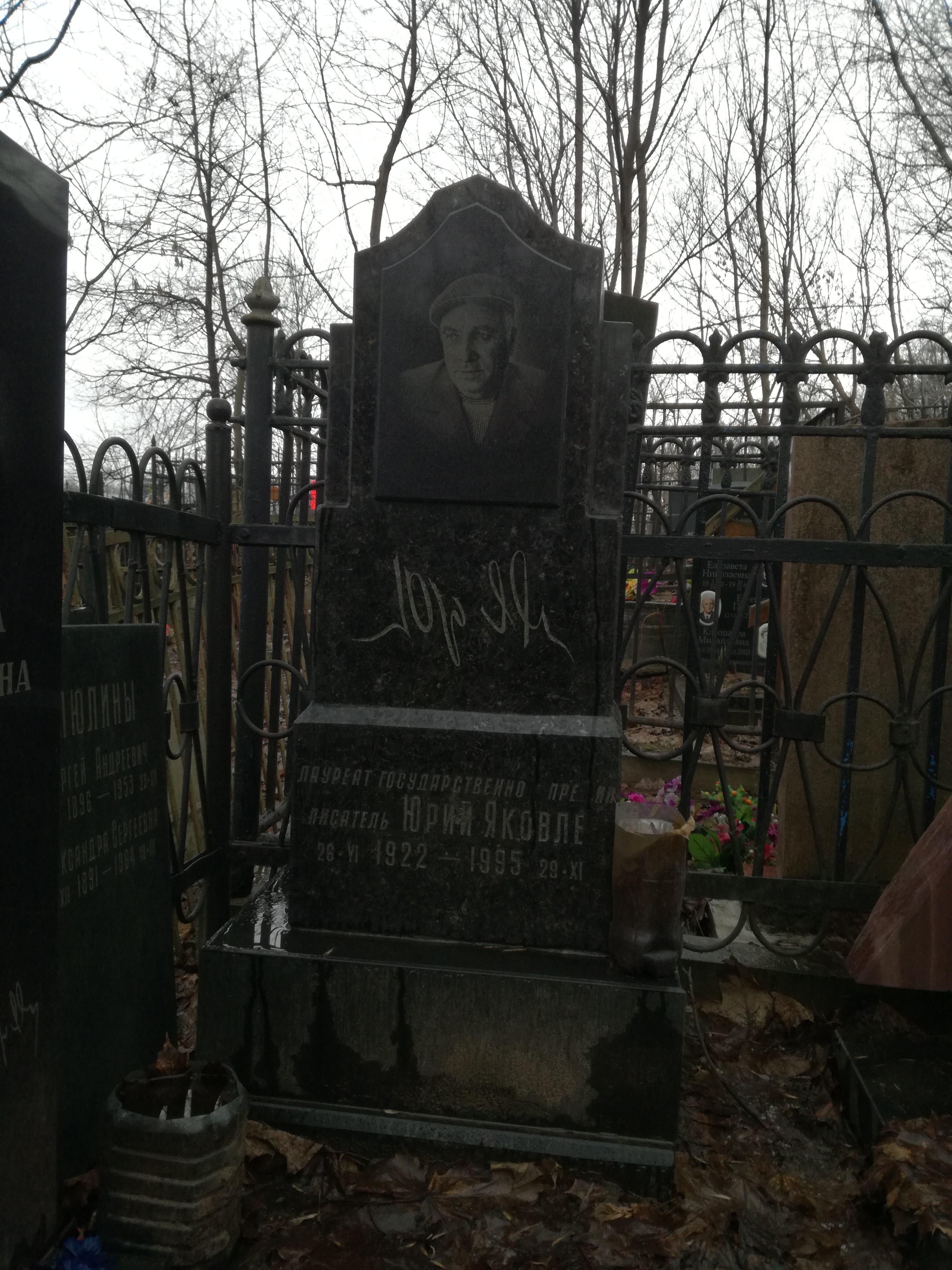
Могила Яковлева на Даниловском кладбище

Автор нескольких поэтических книг, многих рассказов и повестей о современных детях и молодежи. Юрий Яковлев — автор произведения «Мистерия. Страсти по четырём девочкам» (Таня Савичева, Анна Франк, Саманта Смит, Садако Сасаки), опубликованного в последнем прижизненном сборнике «Избранное» (1992).
Умер 29 декабря 1995 года. Похоронен в Москве на Даниловском кладбище (участок № 35).

## Награды и премии
- Орден Трудового Красного Знамени (5 июля 1972 года) — за заслуги в развитии советской литературы и в связи с пятидесятилетием со дня рождения[7].
- Государственная премия СССР (1985) — за сценарий фильма «Семеро солдатиков» (1983)
- Орден Отечественной войны II степени (6.4.1985)
- медали

## Фильмография
- 1962 — Мальчик с коньками
- 1963 — Собирающий облака
- 1965 — Пущик едет в Прагу
- 1965 — Первая Бастилия
- 1966 — Всадник над городом
- 1968 — Белая шкурка (м/ф)
- 1969 — Красавица (по рассказам «Игра в красавицу» и «Багульник»); Мы с Вулканом; Умка (м/ф); Бабушкин зонтик (м/ф)
- 1970 — Умка ищет друга (м/ф); Приключения Огуречика (м/ф)
- 1971 — Скрипка пионера (м/ф)
- 1972 — Зимородок; Капитан Джек
- 1973 — Был настоящим трубачом
- 1974 — Верный друг Санчо
- 1975 — Необычный друг (м/ф; по рассказу «Я иду за носорогом»); У меня есть лев; Маленький сержант; Салют (м/ф)
- 1976 — Колыбельная для мужчин (по рассказу «Девушка из Бреста»); Почтовая рыбка (м/ф)
- 1977 — Девочка, хочешь сниматься в кино?; Три весёлые смены; Лев ушёл из дома
- 1979 — Про щенка (м/ф)
- 1980 — Мы смерти смотрели в лицо (по книге «Балерина политотдела»)
- 1981 — Дочь командира;
- 1982 — Родился я в Сибири; Семеро солдатиков
- 1984 — Разрешите погулять с вашей собакой (м/ф; по рассказу «Багульник»)
- 1985 — Площадь Восстания
- 1986 — Малявкин и компания
- 1986 — Время свиданий (по повести «Иван Виллис»)